# 隕星城 (亞利桑那州)
隕星城（英語：Meteor City）是位於美國亞利桑那州可可尼諾縣的一個非建制地區。該地的面積和人口皆未知。

## 地理
隕星城的座標為35°05′40″N 110°56′08″W / 35.09444°N 110.93556°W，而該地的平均海拔高度為1534米（即5033英尺）。